# The Big Express
The Big Express är ett musikalbum av XTC lanserat 1984 på skivbolaget Virgin Records. "Wake Up", "All You Pretty Girls" och "This World Over" släpptes som albumets singlar, men ingen blev någon större framgång även om "All You Pretty Girls" nådde plats 55 på brittiska singellistan.
Ursprungligen gavs albumet ut med ett helt runt skivomslag föreställande ett ånglokshjul. Senare utgåvor gavs ut med ett vanligt omslag.

## Låtlista
(låtarna skrivna av Andy Partridge där inget annat anges)
1. "Wake Up" (Colin Moulding) - 4:40
2. "All You Pretty Girls" - 3:40
3. "Shake You Donkey Up" - 4:19
4. "Seagulls Screaming Kiss Her, Kiss Her" - 3:50
5. "This World Over" - 5:37
6. "The Everyday Story of Smalltown" - 3:53
7. "I Bought Myself a Liarbird" - 2:49
8. "Reign of Blows" - 3:27
9. "You're the Wish You Are I Had" - 3:17
10. "I Remember the Sun" (Moulding) - 3:10
11. "Train Running Low on Soul Coal" - 5:19

## Listplaceringar
- Billboard 200, USA: #181[1]
- UK Albums Chart, Storbritannien: #38[2]
- Topplistan, Sverige: #32[3]